# Autekologia
Autekologia – dział ekologii zajmujący się badaniem wzajemnych związków pomiędzy zwierzętami i roślinami, a otoczeniem w jakim się znajdują (środowisko, środowisko nieożywione, środowisko przyrodnicze). 
W tych związkach badany jest udział i reakcje pojedynczego organizmu, w przeciwieństwie do synekologii, gdzie zbiorowością organizmów wchodzących w interakcje ze środowiskiem nieożywionym są zbiorowości organizmów takie jak populacje, biocenozy (fito lub zoocenozy), a nawet większe jednostki jak ekosystemy czy nawet całe biomy.
Podział ekologii na autekologię i synekologię ma obecnie znaczenie historyczne. Został zastąpiony przez podział na ekologię populacyjną i ekologię ewolucyjną (wchodzące w zakres ekologii gatunku). 